# Risultati elettorali del Partito Pirata
Le presenti tabelle riassumono i risultati elettorali dei partiti nazionali e delle loro sezioni locali associati a Partito Pirata.

## Partito Pirata Europeo
| Elezioni     | Stato membro    | Candidato di punta | Risultato | Seggi  |
| ------------ | --------------- | ------------------ | --------- | ------ |
| Europee 2009 | Germania        |                    | 0,87%     | 0 / 99 |
| Europee 2009 | Svezia          |                    | 7,13%     | 1 / 18 |
| Europee 2014 | Finlandia       |                    | 0,72%     | 0 / 13 |
| Europee 2014 | Germania        |                    | 1,45%     | 1 / 96 |
| Europee 2014 | Lussemburgo     |                    | 4,23%     | 0 / 6  |
| Europee 2014 | Paesi Bassi     |                    | 0,84%     | 0 / 26 |
| Europee 2014 | Repubblica Ceca |                    | 4,78%     | 0 / 21 |
| Europee 2014 | Slovenia        |                    | 2,56%     | 0 / 8  |
| Europee 2014 | Svezia          |                    | 2,23%     | 0 / 20 |
| Europee 2019 | Finlandia       |                    | 0,69%     | 0 / 13 |
| Europee 2019 | Germania        |                    | 0,65%     | 1 / 96 |
| Europee 2019 | Italia          |                    | 0,23%     | 0 / 76 |
| Europee 2019 | Lussemburgo     |                    | 7,70%     | 0 / 6  |
| Europee 2019 | Paesi Bassi     | [ 1 ]              | 0,20%     | 0 / 26 |
| Europee 2019 | Repubblica Ceca |                    | 13,96%    | 3 / 21 |
| Europee 2019 | Svezia          |                    | 0,64%     | 0 / 20 |

## Partito Pirata Finlandese
| Elezioni          | Voti   | %     | Seggi   |
| ----------------- | ------ | ----- | ------- |
| Parlamentari 2011 | 15 103 | 0,51% | 0 / 200 |
| Parlamentari 2015 | 25 086 | 0,85% | 0 / 200 |
| Parlamentari 2019 | 19 032 | 0,62% | 0 / 200 |

## Partito Pirata della Germania
| Elezioni      | Voti      | % | Seggi   |
| ------------- | --------- | - | ------- |
| Federali 2009 | 894 640   | - | 0 / 622 |
| Federali 2009 | 894 640   | - | 0 / 622 |
| Federali 2013 | 1 922 800 | - | 0 / 631 |
| Federali 2017 | 266 672   | - | 0 / 709 |
| Federali 2021 | 230 762   | - | 0 / 736 |

## Partito Pirata Islandese
| Elezioni          | Voti   | % | Seggi   |
| ----------------- | ------ | - | ------- |
| Parlamentari 2013 | 9 647  | - | 3 / 63  |
| Parlamentari 2016 | 27 449 | - | 10 / 63 |
| Parlamentari 2017 | 18 051 | - | 6 / 63  |
| Parlamentari 2021 | 17 234 | - | 6 / 63  |

## Partito Pirata Lussemburghese
| Elezioni         | Voti    | % | Seggi  |
| ---------------- | ------- | - | ------ |
| Legislative 2013 | 96 270  | - | 0 / 60 |
| Legislative 2018 | 227 549 | - | 2 / 60 |

## Partito Pirata nei Paesi Bassi
| Elezioni         | Voti   | % | Seggi   |
| ---------------- | ------ | - | ------- |
| Legislative 2010 | 10 471 | - | 0 / 150 |
| Legislative 2012 | 30 600 | - | 0 / 150 |
| Legislative 2017 | 35 478 | - | 0 / 150 |
| Legislative 2021 | 22 816 | - | 0 / 150 |

## Partito Pirata nella Repubblica Ceca
| Elezioni          | Voti    | %     | Seggi    |
| ----------------- | ------- | ----- | -------- |
| Parlamentari 2010 | 42 323  | -     | 0 / 200  |
| Parlamentari 2013 | 132 417 | -     | 0 / 200  |
| Parlamentari 2017 | 546 393 | -     | 22 / 200 |
| Parlamentari 2021 | 839 448 | [ 2 ] | 37 / 200 |

## Partito Pirata di Slovenia
| Elezioni          | Voti   | Seggi  |
| ----------------- | ------ | ------ |
| Parlamentari 2014 | 11 737 | 0 / 90 |
| Parlamentari 2018 | 19 182 | 0 / 90 |

## Partito Pirata svedese
| Elezioni         | Voti   | % | Seggi   |
| ---------------- | ------ | - | ------- |
| Legislative 2006 | 34 918 | - | 0 / 349 |
| Legislative 2010 | 38 491 | - | 0 / 349 |
| Legislative 2014 | 26 515 | - | 0 / 349 |
| Legislative 2018 | 7 326  | - | 0 / 349 |